# Élections législatives de 1876 dans les Alpes-Maritimes
Les élections législatives de 1876 ont eu lieu les 20 février et 5 mars 1876.

## Résultats à l'échelle du département
| Partis         | Partis             | Premier tour | Premier tour | Sièges |
| Partis         | Partis             | Voix         | %            | Sièges |
| -------------- | ------------------ | ------------ | ------------ | ------ |
|                | Centre gauche      | 17 042       | 56,47        | 2      |
|                | Orléanistes        | 9 154        | 30,33        | 1      |
|                | Union républicaine | 3 610        | 11,96        | 1      |
|                | Légitimistes       | 371          | 1,23         | 0      |
|                |                    |              |              |        |
| Inscrits       | Inscrits           | 54 320       | 100,00       | 4      |
| Votants        | Votants            | 31 674       | 58,31        |        |
| Abstentions    | Abstentions        | 22 646       | 41,69        |        |
| Blancs et nuls | Blancs et nuls     | 1 497        | 4,73         |        |
| Exprimés       | Exprimés           | 30 177       | 95,27        |        |

## Résultats par arrondissement

### Arrondissement de Grasse
| Candidat       | Candidat       | Parti          | Premier tour | Premier tour |
| Candidat       | Candidat       | Parti          | Voix         | %            |
| -------------- | -------------- | -------------- | ------------ | ------------ |
|                | Léon Chiris    | Centre gauche  | 11 725       | 100,00       |
|                |                |                |              |              |
| Inscrits       | Inscrits       | Inscrits       | 20 685       | 100,00       |
| Votants        | Votants        | Votants        | 12 022       | 58,12        |
| Abstention     | Abstention     | Abstention     | 8 663        | 41,88        |
| Blancs et nuls | Blancs et nuls | Blancs et nuls | 297          | 2,47         |
| Exprimés       | Exprimés       | Exprimés       | 11 725       | 97,53        |

### Arrondissement de Nice

#### 1recirconscription
| Candidat       | Candidat           | Parti          | Premier tour | Premier tour |
| Candidat       | Candidat           | Parti          | Voix         | %            |
| -------------- | ------------------ | -------------- | ------------ | ------------ |
|                | Alfred Borriglione | Centre gauche  | 5 317        | 100,00       |
|                |                    |                |              |              |
| Inscrits       | Inscrits           | Inscrits       | 12 657       | 100,00       |
| Votants        | Votants            | Votants        | 5 672        | 44,81        |
| Abstention     | Abstention         | Abstention     | 6 985        | 55,19        |
| Blancs et nuls | Blancs et nuls     | Blancs et nuls | 355          | 6,26         |
| Exprimés       | Exprimés           | Exprimés       | 5 317        | 93,74        |

#### 2ecirconscription
| Candidat       | Candidat                  | Parti          | Premier tour | Premier tour |
| Candidat       | Candidat                  | Parti          | Voix         | %            |
| -------------- | ------------------------- | -------------- | ------------ | ------------ |
|                | Eugène Roissard de Bellet | Orléaniste     | 9 154        | 100,00       |
|                |                           |                |              |              |
| Inscrits       | Inscrits                  | Inscrits       | 14 240       | 100,00       |
| Votants        | Votants                   | Votants        | 9 323        | 65,47        |
| Abstention     | Abstention                | Abstention     | 4 917        | 34,53        |
| Blancs et nuls | Blancs et nuls            | Blancs et nuls | 169          | 1,81         |
| Exprimés       | Exprimés                  | Exprimés       | 9 154        | 98,19        |

### Arrondissement de Puget-Théniers
| Candidat       | Candidat               | Parti              | Premier tour | Premier tour |
| Candidat       | Candidat               | Parti              | Voix         | %            |
| -------------- | ---------------------- | ------------------ | ------------ | ------------ |
|                | Henri Lefèvre          | Union républicaine | 3 610        | 90,68        |
|                | Tancrède de Hauteville | Légitimiste        | 371          | 9,32         |
|                |                        |                    |              |              |
| Inscrits       | Inscrits               | Inscrits           | 6 738        | 100,00       |
| Votants        | Votants                | Votants            | 4 657        | 69,12        |
| Abstention     | Abstention             | Abstention         | 2 081        | 30,88        |
| Blancs et nuls | Blancs et nuls         | Blancs et nuls     | 676          | 14,52        |
| Exprimés       | Exprimés               | Exprimés           | 3 981        | 85,48        |